# Enchentes no Texas em 1987
Em 17 de julho de 1987, uma enchente repentina no rio Guadalupe, no Texas, arrastou um ônibus cheio de pessoas que havia deixado um acampamento de verão no Rancho Pot O' Gold para fugir do desastre após o monitor ter recebido dois alertas para a possibilidade de inundações repentinas na área. Dez adolescentes morreram no desastre.
A tragédia aconteceu quase 40 anos antes das enchentes na mesma região, em Texas Hill Country, em 04 de julho de 2025.

## Contexto

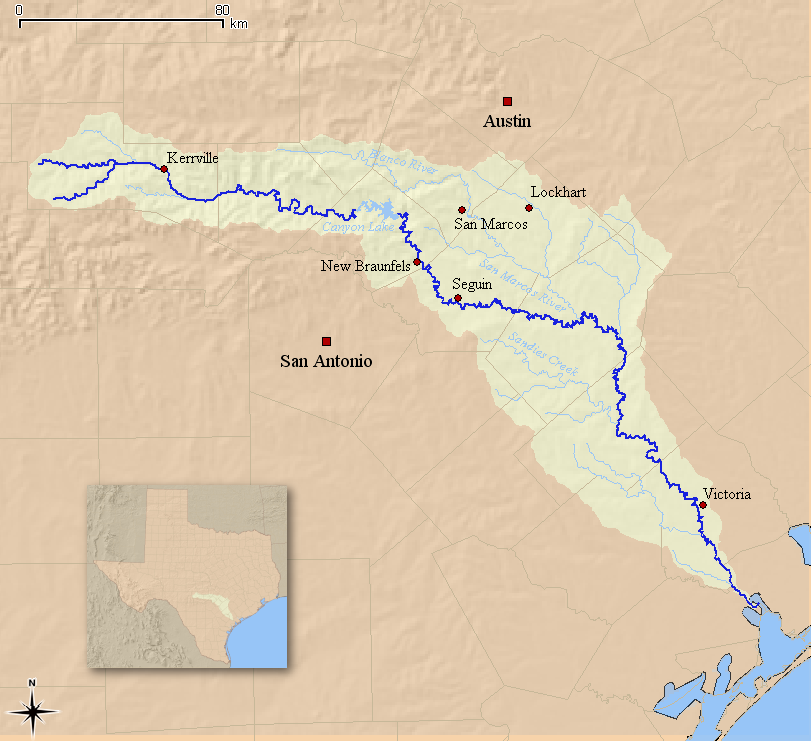
O rio Guadalupe

O rio Guadalupe fica em Texas Hill Country, no centro-sul do Texas, e está no chamado "corredor de enchentes repentinas". Diversos rios na região costumam encher quando as águas de chuvas fortes escorrem pelas montanhas de solo calcário e arenoso do Planalto de Edwards, não havendo na área terreno que funcione como uma esponja, ou seja, que absorva a água, o que faz com que os rios encham rapidamente, levando a enxurradas.
Na semana anterior à enchente, mais de 300 crianças estavam participando de um acampamento no Rancho Pot O' Gold, localizado a cerca de 3 km a sudoeste de Comfort, Texas. As atividades no local iam terminar no final do dia 17 de julho de 1987, o dia em que o desastre ocorreu.

## História meteorológica
Durante o final da noite de 16 de julho de 1987 e início da manhã do dia 17, tempestades se desenvolveram e se moveram lentamente para o leste através da região montanhosa do Planalto de Edwards. As tempestades produziram um efeito de sequência, uma após a outra, e uma grande quantidade de 13 a 25 cm de chuva caiu nas cabeceiras superiores da bacia do rio Guadalupe. A forte precipitação foi desencadeada por uma baixa de nível médio interagindo com uma frente fria fraca e grandes quantidades de umidade do Golfo do México. Cerca de 28 cm de chuva ocorreram a 14 quilômetros a oeste de Hunt, Texas. Isto resultou em uma enorme onda de inundação que desceu o rio Guadalupe através de Ingram, Kerrville e, eventualmente, Comfort, durante as primeiras horas da manhã do dia 17.

## Avisos meteorológicos
As autoridades policiais notificaram o acampamento por volta das 2h e novamente por volta das 6h sobre a onda de inundação que descia o  Guadalupe e avisaram para não tentar atravessar o rio.

## Efeitos
Entre a noite de 16 de julho e a manhã do dia 17, quase 300 mm de chuva caíram na região. O Rio Guadalupe em Comfort subiu 9 metros no início da manhã de 17 de julho e atingiu o nível máximo de 9,6 metros, o nono (9º) nível mais alto já registrado. Rio acima, em Kerrville e Hunt, o rio atingiu o segundo nível mais alto já registrado, mais alto do que na enchente de 1978. No pico da enchente, se estimou que o rio Guadalupe havia espraiado em 800 metros de sua margem normal em Comfort.

### Evacuação do acampamento e tragédia
Após os avisos, a direção do acampamento tomou a decisão de evacuar as crianças mais cedo e não só no final do dia para evitar ficarem presos no rancho. Por volta das 7h45, uma caravana de de diversos ônibus e uma van deixaram o local, mas encontraram uma  pequena inundação do rio do lado de fora do portão e decidiram desviar e tentar uma rota alternativa. Os ônibus da frente da caravana fizeram com sucesso a curva fechada para seguir em uma direção diferente. No entanto, a força da água que subia rapidamente e a fila do comboio fizeram com que o último ônibus parasse e a van que vinha atrás ficasse encalhada. Os dois veículos foram rapidamente inundados.
Os veículos onde estavam o pastor Richard Koons, sua esposa Lavonda, os acompanhantes Allen e Deborah Coalson e trinta e nove crianças, com idades entre 8 e 17 anos foram inundados, mas Koons e Coalson tentaram resgatar as crianças, instruindo-as a formar uma corrente humana para que pudessem chegar em terra firme, mas uma repentina corrente de água rompeu de cerca de 800 metros os atingiu. Equipes de resgate do Departamento de Segurança Pública do Texas e da 507ª Divisão Médica do Exército dos EUA conseguiram salvar os quatro adultos e 29 crianças por meio de helicópteros.

## Vítimas
O último sobrevivente foi resgatado do rio por volta das 11h30 e naquela tarde duas crianças foram confirmadas mortas, com oito ainda desaparecidas. A primeira fatalidade confirmada foi Melanie Finley, de 14 anos, que após ser retirada do rio por helicóptero perdeu o controle da corda e caiu. A segunda fatalidade foi Tonya Smith, de 13 anos, que foi encontrada presa em arame farpado a duas milhas rio abaixo de onde o ônibus foi levado pela água. [Vários pais das crianças foram até Comfort, a maioria ficando em um abrigo improvisado montado por moradores da cidade e pela Cruz Vermelha Americana na Escola Elementar Comfort. Mais seis corpos foram recuperados do rio em 18 de julho, identificados como Lagenia Keenum, 15; Michael Lane, 16;  Michael O'Neal, 16; Cindy Sewell, 16; Christopher Sewell, 13; e Stacey Smith, 16 (irmã de Tonya Smith). No dia seguinte, o nono e último corpo foi recuperado do rio, identificado como Leslie Gossett, de 14 anos. O corpo de John Bankston Jr., de 17 anos, o mais velho das 10 vítimas, nunca foi encontrado.
Além das vítimas fatais e feridas no ônibus e na van, outras centenas de pessoas ao longo do Rio Guadalupe e seus afluentes tiveram que ser evacuadas entre 16 e 17 de julho.

## Na cultura popular
No verão de 1988, perto da beira do rio e ao pé da entrada para o Rancho Pot O' Gold, uma placa memorial foi dedicada às crianças que morreram, bem como às que sobreviveram. Em 18 de abril de 1989, a história das mortes e resgates foi exibida como episódio piloto de Rescue 911 e, em 1993, foi transformada em um telefilme chamado The Flood: Who Will Save Our Children?